# Kakegurui
Kakegurui eller Kakegurui: Compulsive Gambler (japanska: 賭ケグルイ, Kakegurui, ungefär "Spelgalning") är en japansk mangaserie skriven av Homura Kawamoto och illustrerad av Tōru Naomura. Den ges ut i Square Enix Gangan Joker-magasin i början av mars 2014 och dess kapitel har samlats hittills upp till arton tankōbon-volymer från och med juli 2024. I Nordamerika har mangan licensierats för engelskspråkig utgivning av Yen Press. Serien har också givit upphov till ett flertal spin-off-mangas, inklusive en prequel med titeln Kakegurui Twin. 
Berättelsen utspelar sig på Hyakkaou Private Academy, en prestigefylld skola med en elevhierarki som är uppbyggd på hur framgångsrik man är i spel (hazardspel). En elev vid namn Yumeko Jabami är en nyinflyttad student med ett enormt spelberoende, dock inte för pengarnas skull. Utan mest för alla spännande risker och faror som kan medfölja i alla spel. Genom att beräkna och motarbeta de andra spelarnas fuskmetoder bryter Yumeko samman elevernas framgång och status på akademin.
En anime-adaption av MAPPA sändes i Japan från juli till september 2017. En andra säsong, med titeln Kakegurui ××, sändes från januari till mars 2019. Animeserien har licensierats och streamats av Netflix utanför Japan. Två lättromaner baserade på mangan har släppts av Square Enix i augusti 2017 respektive mars 2019. En live-action adaption sändes i Japan från januari till mars 2018, medan en andra säsong sändes i april 2019.

## Handling

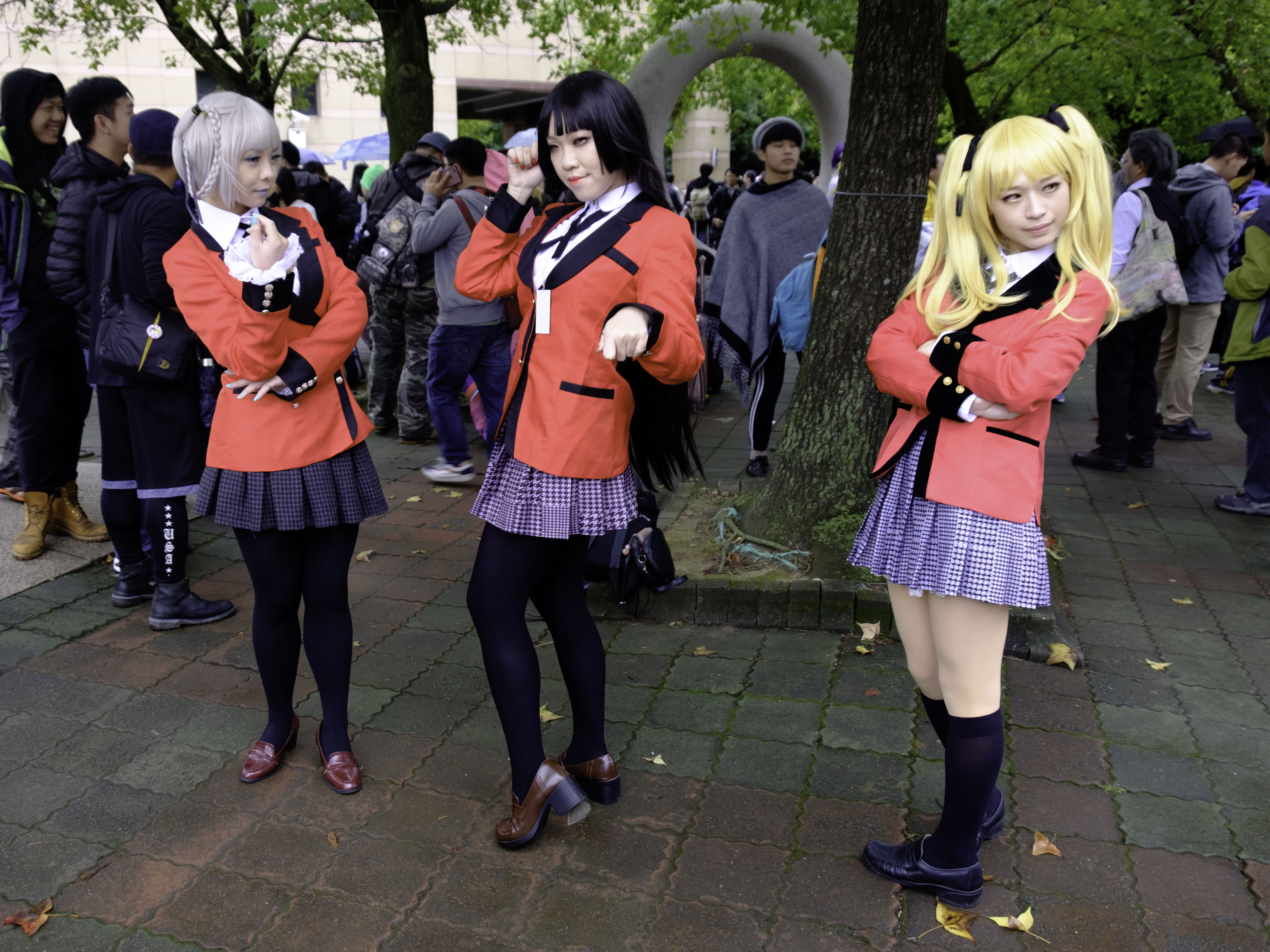
Cosplayers av elevrådsordförande Kirari Momobami (vänster), Yumeko Jabami (mitten) och Mary Saotome (höger).

### Berättelsens miljö
Mangan utspelar sig på Hyakkaou Private Academy, (私立百花王学園, Shiritsu Hyakkaou Gakuen) en högklassig elitskola som består av barn till Japans rikaste och mest inflytelserika personer, med många framtida ledare och yrkesverksamma personer bland eleverna. Elevhierarkin på denna skola bestäms dock inte av akademiska prestationer eller idrottslig förmåga. Istället styrs allting av hasardspel och hur bra man är på att vinna.
Eleverna rangordnas efter sina ekonomiska bidrag till det hänsynslöst högdiktatoriska elevrådet, som driver ett intrikat spelsystem där eleverna fritt satsar sina förmögenheter mot varandra efter lektionerna. De som går med vinst får enormt överflöd av popularitet, prestige och bra kontakter, medan de som förlorar och blir skuldsatta nedgraderas till slavar, som kallas husdjur, med smeknamnen ”Fido” eller ”Misse” , beroende på kön och identifieras med en halsbandsliknande tagg runt halsen. Studenter med denna status behandlas oftast hänsynslöst av sina klasskamrater, oftast genom verbal mobbning, social utfrysning eller blir i många fall tjänare hos andra rikare studenter. Husdjur som inte kan betala av sina skulder innan examen får ”livsplaner” av elevrådet som dikterar deras framtid medan de arbetar för att betala av sina skulder, där man t.ex kan bli tvingad att bli gift med politiker och föda barn, jobba på obarmhärtiga platser och mera.

### Premiss
Andraårseleven Yumeko Jabami (蛇喰 夢子, Jabami Yumeko) är vid första anblicken en vacker, glad och intelligent gymnasieflicka som nyligen flyttat till Hyakkaou Private Academy, men innerst inne är hon en intensiv, galen spelmissbrukare som helt enkelt spelar för spänningens skull, till skillnad från resten av eleverna från Hyakkaou som gör det för ekonomisk eller social vinning. Utan att låta sig begränsas av regler eller logik, och med en exceptionell observationsförmåga att genomskåda andra elevers spelbedrägerier, så kastar hon snabbt om skolans hierarki och drar till sig elevrådets uppmärksamhet, särskilt dess sadistiske ordförande Kirari Momobami (桃喰 綺羅莉, Momobami Kirari), som intresserar sig för Yumeko.

## Karaktärsgalleri

### Yumeko Jabami
Yumeko Jabami (蛇喰 夢子, Jabami Yumeko) är en mystisk elev som flyttat till Hyakkaou Private Academy och som till en början verkar blygsam, men som visar en manisk och nästintill oroväckande passion för spel med höga insatser, vilket visas när hennes ögon lyser rött, vilket de ofta gör. Hennes ögon är bruna när de inte lyser rött. Även om hon hatar spel där utgången är förutbestämd, kan hon snabbt dra slutsatser om hur sådana spel manipuleras till motståndarnas fördel och på så sätt utformar hon egna strategier som oftast vänder till hennes fördel. Hennes ökande satsningar och aktiviteter uppmärksammas snart av elevrådet. När hon reduceras till husdjur så kan hon lätt betala av sin skuld med sin familjs enorma rikedom, men väljer att inte göra det för att kunna delta i fler spel och för att fritt kunna utmana elevrådets ordförande.

### Mary Saotome
Mary Saotome (早乙女 芽亜里, Saotome Mary) är en elev i Yumekos klass som i början av serien är en av skolans bästa spelare. Hon har också en passion för spel med höga insatser, precis som Yumeko, men istället för rött så lyser hennes ögon gult när spelen blir som mest spännande. Hon blir dock snabbt förödmjukad i ett sten-sax-påse-kortspel där hon förlorar mot Yumeko och blir själv ett husdjur. Trots att Mary hyser agg mot henne blir hon senare en av Yumekos mest trovärdigaste allierade.Till skillnad från Yumeko så siktar Mary på seger i varje spel och bryr sig mer om sin sociala och ekonomiska ställning i skolan. Efter att ha fått veta hur elevrådets ordförande ser ner på elever med husdjursstatus så börjar Mary sikta på att bli elevrådets nästa ordförande.

### Ryota Suzui
Ryota Suzui (鈴井 涼太, Suzui Ryota) är en urusel spelare. Trots att han är klassens ordförande i början av serien har han en enorm skuld till Mary och fungerar som hennes husdjur. Han tvingas i början hjälpa Mary att manipulera ett spel mot Yumeko, men Yumeko upptäcker bluffen och tackar honom för ett spännande spel genom att betala av hans skuld och blir hans närmaste vän. Ryota blir oerhört lojal och stöttande mot Yumeko, och det visas i många fall att han är småkär i henne. Han försöker avråda henne från att delta i galna hasardspel med höga insatser, men Yumeko lyssnar nästan aldrig. Han har en enkel och vänlig inställning; han fokuserar på att hjälpa till när och hur han kan.

### Kirari Momobami
Kirari Momobami (桃喰 綺羅莉, Momobami Kirari) är seriens huvudantagonist. Hon är elevrådets sadistiske ordförande. Hon hade besegrat den tidigare ordförande i ett spel med höga insatser två år innan Yumeko kom till skolan. När hon tillträdde skapade hon en hierarki som förvandlar studenterna med de största skulderna till husdjur. För varje seger hon vinner får hon en allt större respekt och beundran för Yumeko. 

### Ririka Momobami
Ririka Momobami (桃喰 リリカ, Momobami Ririka) är Kirari Momobamis tvillingsyster och delar nästan samma fysiska attribut som ljusgrått hår och blå ögon. Hon är vice ordförande i Hyakkaous elevråd. Hon syns först i serien iklädd i en grå teatermask med två mandelformade ögon och ett böjt leende, men hennes riktiga ansikte avslöjas senare i serien. Ririka är egentligen väldigt blyg och introvert till sin natur.

### Midari Ikishima
Midari Ikishima (生志摩 妄, Ikishima Midari) är andraårsstudent och ordförande i försköningskommittén. Midari bär ögonlapp efter att ha huggit ut sitt eget öga med en penna för att betala sin spelskuld till Kirari, men förblir lojal mot studentrådet när Kirari lovat att döda henne i framtiden. Hon är en sinnessjuk psykopat som blir upphetsad av brutalt våld och utmanar ofta sina motståndare på allt våldsammare spel där deltagarna antingen kan lemlästas eller dödas, och föredrar modifierade versioner av rysk roulette. När Yumeko tvingar deras till synes dödliga spel till en oavgjord match blir Midari hopplöst förälskad i henne. Midari bär också en modifierad revolver av varianten .44 Magnum.

### Itsuki Sumeragi
Itsuki Sumeragi (皇 伊月, Sumeragi Itsuki) är en expert på kortspel. Som dotter till en VD för ett leksaksföretag blev hon medlem i elevrådet under sitt första år efter att ha donerat en stor summa pengar. När hon har tömt sina motståndare på pengar får hon dem att satsa på att förlora sina finger- och tånaglar, vilket har resulterat i att hon har utvecklat ett psykopatiskt behov av att samla på sig nagelkonst. När Yumeko listar ut hur Itsuki kan fuska till sig segern i ett spel, så lider Itsuki en förödmjukande förlust och hennes plats i rådet återkallas. Hon blev senare en allierad till Yumeko för att uppnå sitt mål om att stiga upp i hierarkin och överträffa alla förväntningar. 

### Sayaka Igarashi
Sayaka Igarashi (五十嵐 清華, Igarashi Sayaka) är sekreterare i elevrådet och är hopplöst förälskad i elevrådsordföranden Kirari Momobami. Hon ses ibland ofta följa efter Kirari själv. Även om hon tycker att vissa av Kiraris motiv är tvivelaktiga så är Sayaka fortfarande lojal och kommer att försvara henne mot alla som motsätter sig Kiraris omdöme. 

## Annan media

### Mangan
Mangaserien är skriven av Homura Kawamoto och illustrerad av Tōru Naomura som började publiceras i Square Enix antologitidning Gangan Joker den 22 mars 2014. Square Enix har sammanställt och publicerat kapitlen i enskilda tankōbon-volymer. Den första volymen publicerades den 22 oktober 2014 och fram till den 22 juli 2024 har arton volymer släppts.

### Spin-offs
En spin-off-serie med titeln Kakegurui Twin, som fokuserar på Mary Saotome bakgrund före huvudberättelsen, och är skriven av Homura Kawamoto samt illustrerad av Kei Saiki. Den började publiceras i Square Enix Gangan Joker den 21 september 2015 och avslutades den 22 maj 2023. En annan spin-off med titeln Kakegurui Midari fokuserar på Midari Ikishimas bakgrund, och skrevs återigen av Kawamoto och illustrerades av Yūichi Hiiragi. Den publicerades som följetong på Square Enix app Manga Up! från 21 februari 2017 till 19 maj 2020. Square Enix sammanställde kapitlen i fyra tankōbon-volymer.

### Anime-serie
En anime-tv-serie av MAPPA sändes från den 1 juli till den 23 september 2017 på Tokyo MX, MBS och andra kanaler. Yuichiro Hayashi regisserade serien, Yasuko Kobayashi stod för manus och Manabu Akita för karaktärsdesign. Introlåten, ”Deal with the Devil”, framförs av Tia. Serien sändes i 12 avsnitt. Serien är licensierad och streamas utanför Japan av Netflix.
En andra säsong, med titeln Kakegurui ××, sändes från 8 januari till 26 mars 2019 på MBS, TV Aichi och andra kanaler. Rollbesättningen återvände till sina tidigare roller och personalen återvände från första säsongen. Kiyoshi Matsuda gick ihop med Yuichiro Hayashi som regissör för den andra säsongen. Den andra säsongens introlåt ”Kono Yubi Tomare”  framförs av JUNNA. Säsongen varade i 12 avsnitt och är licensierad av Netflix.

## Mottagande
I februari 2019 hade mangan över 5 miljoner sålda exemplar; senare 6,2 miljoner exemplar i juli 2021 och över 6,8 miljoner exemplar i juni år 2022